# Ritchie Johnston
Richard Eldsdon Johnston (2 de janeiro de 1931 — 18 de julho de 2001) foi um ciclista de pista neozelandês, que participou nos Jogos Olímpicos de Verão de 1956. Ele competiu no tandem com seu irmão, Warren Johnston, e foi porta-bandeira representando Nova Zelândia.